# La Marche de Radetzky (film, 1958)
Pour les articles homonymes, voir La Marche de Radetzky.
Pour plus de détails, voir Fiche technique et Distribution.
La Marche de Radetzky (Hoch klingt der Radetzkymarsch) est un film autrichien réalisé par Géza von Bolváry, sorti en 1958.

## Synopsis
Vienne à l'époque du Biedermeier. Lorsque Carl von Heimendorf, lieutenant dans le régiment "Prinz Eugen", se fait taquiner par ses camarades sur son échec constant avec les femmes, il parie qu'il gagnera une femme à minuit. Il tente immédiatement de piéger la femme de chambre de sa tante Leonie von Heymendorf, Franzi Lechner, avec une phrase cliché, mais la jeune femme est insensible. Néanmoins, Carl affirme devant ses camarades qu'il a séduit une femme de chambre. Cela met en rage le premier lieutenant Stephan Fischbacher : le même jour, il a eu des problèmes avec sa petite amie, la célèbre chanteuse Lina Strobl, et a donc voulu séduire n'importe quelle fille pour se venger. Il a choisi Franzi, qu'il a essayé de piéger avec le même tour que Carl, pour lequel elle l'a giflé. Dans sa colère contre Franzi, Stephan écrit maintenant une chanson sur la paresse et la séduction facile des soubrettes. Chantée par Lina Strobl dans un théâtre populaire du Prater, la chanson est rapidement un succès et agace toutes les femmes de chambre de la ville.
Dirigées par Franzi, qui est depuis longtemps tombée amoureuse de Stephan et a reçu une demande en mariage de sa part, les femmes de chambre commencent le soulèvement. Elles boycottent le concert de Lina et le meilleur ami de Franzi, Mitzi, est arrêté et emprisonné par la police. Maintenant, les femmes de chambre cessent leur travail, alos qu'un bal du soir est organisé en l'honneur du diplomate comte Hatzberg zu Eberstein de Gut Lindenstein. Le bal est destiné à présenter la princesse Lindenstein Clementina Augusta à son futur mari, qui deviendra nul autre que Carl von Heymendorf. Depuis que les femmes de chambre sont en grève, il n'y a bientôt plus de bougies dans le hall et plus de nourriture sur les tables. L'hôte, le maréchal Radetzky, demande à parler à l'instigatrice du soulèvement et voit bientôt Franzi devant lui. Au départ, elle militait pour l'interdiction de la chanson. Stephan, qui est également présent, est invité à réciter le texte, après tout, il est l'auteur de la chanson. Franzi est horrifiée et dit maintenant à Radetzky que les officiers du régiment "Prinz Eugen" promettraient le mariage à des femmes de chambre sans méfiance sans tenir cette promesse. Radetzky, à qui des plaintes similaires avaient déjà été adressées, réagit promptement : l'officier qui avait promis d'épouser une femme de chambre ne doit pas seulement être forcé de se marier, mais doit aussi enlever son uniforme. Il donne au coupable un délai pour le contacter.
Finalement, divers hommes ont contacté Radetzky. Carl von Heymendorf estime également que l'appel lui est destiné, puisqu'il a hypothétiquement posé la question du mariage lors de son bref flirt et s'est également vanté auprès de ses camarades d'une fausse séduction. À la fin, cependant, le vrai coupable est révélé en Stephan. Entre-temps, Franzi a voyagé chez son grand-père, le viticulteur Franz Lechner. Là, Radetzky la récupère et la ramène à Vienne, où il lui ordonne de se marier avec Carl von Heymendorf, car il lui a finalement proposé le mariage et elle n'obtient donc que sa propre demande satisfaite. Franzi se rend compte qu'elle n'aime que Stephan et l'explique à Carl à l'église. La ruse du maréchal est rapidement éclaircie, puisque Stephan attend déjà dans l'église en tenue de marié. Franzi et Stephan se marient et quittent l'église en tant que couple marié.

## Fiche technique
- Titre français : La Marche de Radetzky[1]
- Titre original : Hoch klingt der Radetzkymarsch
- Réalisation : Géza von Bolváry
- Scénario : Kurt Nachmann, Hellmut Andics (de)
- Musique : Franz Grothe
- Direction artistique : Fritz Jüptner-Jonstorff, Alexander Sawczynski
- Costumes : Charlotte Flemming
- Photographie : Rudolf Sandtner, Hannes Staudinger
- Son : Herbert Janeczka
- Montage : Herma Sandtner
- Production : Herbert Gruber
- Société de production : Lux-Film Wien, Sascha-Film
- Société de distribution : International-Verleih
- Pays d'origine :  Autriche
- Langue : Allemand
- Format : Couleur - 1,33:1 - mono - 35 mm
- Genre : Comédie
- Durée : 102 minutes
- Dates de sortie :
  - Allemagne : 18 septembre 1958.
  - France : 8 juillet 1960[1].

## Distribution
- Johanna Matz : Franzi Lechner
- Walther Reyer : Stephan Fischbacher
- Winnie Markus : Lina Strobl
- Chariklia Baxevanos : Mitzi
- Boy Gobert : Carl von Heymendorf
- Gustav Knuth : Waldemar comte Hatzberg zu Eberstein
- Paul Hörbiger : Feldmarschall Radetzky
- Walter Müller : Major Lazi von Doloman
- Oskar Sima : Anton Fischbacher
- Susi Nicoletti : Leonie von Heymendorf
- Heinz Conrads : Schestak
- Ernst Waldbrunn : Magerl, le commissaire de police
- Alma Seidler : Josefine Fischbacher
- Joseph Egger : Franz Lechner
- Lotte Lang (de) : Mme Wetti
- Karl Ehmann (de) : le directeur des archives Haiduck
- Liselotte Bav : la princesse Clementina Augusta
- Gustav Elger : Leopold, le majordome
- Susanne Engelhart (de) : Adele

## Production
Hoch klingt der Radetzkymarsch est basée sur une idée d'Emeric Roboz. Le film est tourné à Vienne et dans les Studios Rosenhügel notamment.
Franz Grothe est l'auteur de la chanson Lied von den Stubenmädchen. On entend la Marche de Radetzky de Johann Strauss père dans divers arrangements.